# Gharaunda
Gharaunda is een stad en gemeente in het district Karnal van de Indiase staat Haryana. 

## Demografie
Volgens de Indiase volkstelling van 2001 wonen er 30.179 mensen in Gharaunda, waarvan 54% mannelijk en 46% vrouwelijk is. De plaats heeft een alfabetiseringsgraad van 67%. 